# ترور انور سادات
ترور انور سادات به دست خالد اسلامبولی، اولین ترور رئیس دولت مصر در طول تاریخ این کشور بود که توسط عوامل جهاد اسلامی مصر صورت می‌گرفت. خالداسلامبولی در دادگاه رسیدگی به ترور انور سادات، به جرم شرکت مستقیم در ترور رئیس‌جمهور مصر به اعدام محکوم و حکم وی در ۱۵ آوریل ۱۹۸۲ به اجرا گذاشته شد.

## پیش زمینه
پس از رئیس‌جمهور مصر، جمال عبد الناصر، محمد انور سادات به جای او نشست.
در اکتبر ۱۹۷۳ کشور مصر به اسراییل اعلام جنگ داد؛ ولی علی‌رغم گذشتن ارتش مصر از کانال سوئز (که افتخار بزرگی برای مصر و شخص انور سادات محسوب می‌شد) در این جنگ شکست خورد. سپس در تغییر سیاست سریعی توسط انور سادات، مصر با اسرائیل قرارداد صلح مشهور به کمپ دیوید را امضا کرد که به موجب آن به عنوان اولین کشور عربی، موجودیت اسرائیل را به رسمیت شناخت؛ و مدتی بعد نیز سادات برای ایراد سخنرانی در کنست اسرائیل به بیت‌المقدس رفت.
پس از این اقدامات، انتقادات فراوانی از سوی کشورهای عربی و مخالفین سیاسی سادات در داخل و خارج مصر به دلایل مختلف مخصوصاً امضای قرارداد صلح با اسرائیل به ایجاد جو سیاسی خشن و برخوردهایی میان گروه‌های مختلف مصری و دولت وقت منجر شد؛ لذا در سپتامبر ۱۹۸۱، سادات اقدام به سرکوب گروه‌های مختلف سیاسی در جهت آرام کردن و کنترل کامل اوضاع مصر نمود و دستور دستگیری گروه‌های کمونیستی، ناصریستی (ملی‌گراهای عرب)، فمینیستی، اسلام‌گراها و همچنین گروه‌هایی از دانشجویان فعال سیاسی را صادر کرد. آمار کاملی از تعداد دستگیرشدگان سپتامبر ۱۹۸۱ وجود ندارد اما آگاهان تعداد آنان را کمتر از ۱۶۰۰ نفر تخمین می‌زنند. موج دستگیری‌ها در خارج از مصر با محکومیت‌های بین‌المللی مواجه شد.

## ترور و قتل انورالسادات
در سالروز رژه پیروزی ۶ اکتبر ۱۹۸۱ در قاهره، یعنی کمتر از یک ماه از آغاز دستگیری مخالفان، انور سادات در جایگاه ویژه به دست تنی چند از سربازان ارتش مصر که وابسته به گروه جهاد اسلامی مصر بودند،  مورد سوءقصد قرار گرفت. این گروه معترض به صلح کشورهای مصر و اسرائیل و به رسمیت شناخته شدن کشور اسرائیل توسط مصر بود. فتوای قتل انور سادات را عمر عبدالرحمان که یک روحانی بلندپایه مصری بود صادر کرد.
مدت زمان سوءقصد به انور سادات جمعاً ۲ دقیقه به طول انجامید. در روز رژه، انور سادات توسط محافظان حفاظت می‌شد. درست در زمانی که هواپیماهای میراژ از بالای میدان رژه با ارتفاعی پائین و به‌طور هماهنگ پرواز می‌کردند و تا حدی باعث پرت شدن حواس محافظان می‌شدند، جیپ نظامی ای در روبروی جایگاه مخصوص که انور سادات در مقابل آن سان نظامی می‌دید در حال عبور بود که ناگهان افراد مستقر در داخل جیپ با پرتاب نارنجک و شلیک مسلسل اقدام به حمله به سوی جایگاه و به سوی شخص انور سادات را کردند. انور سادات که در آن لحظه ایستاده بود، مستقیماً و از ناحیه سر مورد هدف تیر مسلسل قرار گرفت و درجا به قتل رسید. انور سادات پس از اصابت تیر مسلسل به سرش، با سقوط به داخل جایگاه افتاد. اما مهاجمان اقدام به جلو آمدن تا مقابل جایگاه ویژه کردند؛ زیرا گمان می‌کردند وی خود را به داخل زمین جایگاه انداخته است تا مانع از قرار گرفتن در معرض تیر شود. یکی از مهاجمان به نام خالد اسلامبولی موفق به قرارگرفتن در مقابل جایگاه ویژه شد و با فریاد «مرگ بر فرعون» اقدام به بستن رگبار به سوی جسد انور سادات نمود. نهایتاً وی و یکی از همدستانش به نام عبدالحمید عبدالسلام، عطا طایل مضروب و دستگیر و دو نفر دیگر از افراد مستقر در جیپ نظامی توسط محافظین انور سادات کشته شدند و حسین عباس محمد نیز فرار کرد ولی چند روز بعد دستگیر شد.
به غیر از انور سادات که در جریان ترور به قتل رسید، مدعوین و مهمانان حاضر از جمله جیمز تولی، وزیر دفاع وقت ایرلند و تنی چند از مشاورین آمریکایی حاضر در جایگاه ویژه مورد اصابت گلوله واقع شدند. همزمان با این جریان، هفت نفر از جمله سفیر کوبا در مصر کشته شدند و ۲۸ نفر نیز مجروح شدند.
انور سادات سریعاً به بیمارستانی که در نزدیکی محل رژه قرار داشت فرستاده شد اما ساعاتی بعد به‌طور رسمی مرگ وی اعلام شد. حسنی مبارک، معاون رئیس‌جمهور وقت مصر نیز که در حادثه ترور از ناحیه دست مورد اصابت تیر قرار گرفته بود، بر طبق قانون زمام امور را به دست گرفت.

## مراسم خاکسپاری

مراسم تشییع جنازه انور سادات در قاهره، ۱۹۸۱

پیکر انور سادات در قطعه سرباز گمنام در شهر قاهره و در جنب مسجد الرفاعی مصر دفن شده است.
مراسم تشییع جنازه او با تشریفات کامل نظامی و حضور سه تن از روسای‌جمهور سابق و متوالی ایالات متحده آمریکا یعنی ریچارد نیکسون، جرالد فورد و جیمی کارتر به نمایندگی از رئیس‌جمهور وقت رونالد ریگان، مناخم بگین نخست‌وزیر وقت اسرائیل، الکساندر هیگ وزیر امور خارجه آمریکا و رئیس هیئت رسمی ایالات متحده آمریکا، پیتر کرینگتون وزیر امور خارجه بریتانیا، شاهزاده چارلز به نمایندگی از ملکه الیزابت دوم، جعفر نمیری رئیس‌جمهور وقت سودان، نمایندگانی از کشورهای عمان و سومالی و همچنین اعضای خانواده پهلوی مثل رضا و فرح پهلوی برگزار شد.

## دادگاه قاتلین انور سادات
از بازجویی‌های اولیه، ۲۴ نفر از عوامل ترور سادات در دادگاه نظامی مصر محاکمه شدند. متهمان حاضر در جلسه در قفس‌های فولادی نگهداری می‌شدند. با ورود متهمان به دادگاه، خالد شوقی فریاد کشید: «من خالد اسلامبولی هستم. من قاتل سادات هستم. من قاتل فرعون هستم»
در جلسه روز ۲۸ سپتامبر ۱۹۸۱ وکلای مدافع متهمان ادعا کردند که سادات مهدورالدم و ریختن خونش مباح بوده است. نهایتاً پس از اعلام حکم دادگاه، خالد اسلامبولی به اعدام و ایمن الظواهری و شیخ عمر عبدالرحمان هر کدام به زندان محکوم شدند.

## اجرای حکم
حکم این پنج محکوم در سحرگاه روز پنجشنبه ۲۸ فروردین ۱۳۶۱ به اجرا درآمد. ستوان یکم خالد اسلامبولی و استوار یکم حسین عباس محمد، از سلول‌هایشان خارج شده و به خارج از زندان نظامی منتقل شدند. مأموران این دو تن را تحت شدیدترین تدابیر امنیتی به وسیله زره پوش تا «کوه سرخ» که برای تیرباران آن‌ها تعیین شده بود بردند و در مقابل جوخه اعدام قرار دادند. یکی از افسران حکم را چنین قرائت کرد: شما به خاطر ترور رئیس‌جمهور محکوم به اعدام شده‌اید.
عبدالحمید عبدالسلام، عطاطایل و عبدالسلام فرج نیز ساعتی بعد در حیاط زندان به دار آویخته شدند.

## یادمان
در کشورهای غربی از خالد اسلامبولی به عنوان یک «تروریست» یاد می‌شود. اما جمهوری اسلامی ایران وی را یک «شهید» می‌نامد. پیش از نامگذاری خیابان وزرای سابق در تهران به نام خالد اسلامبولی، روابط ایران و مصر در سال ۱۳۵۸ خورشیدی به دستور روح‌الله خمینی قطع شد. در زمان ریاست جمهوری محمد خاتمی، تلاش‌هایی در زمینه تغییر نام این خیابان صورت گرفت و در نهایت در زمان فعالیت احمدی‌نژاد به عنوان شهردار تهران نام این خیابان رسماً تغییر کرد ولی تغییری در روابط ایران و مصر پدید نیامد.